# Красна Улька
Красна Улька (рос. Красная Улька; адиг. Улэжъые Плъыжь) — хутір Майкопського району Адигеї Росії. Входить до складу Красноульського сільського поселення.
Населення — 406 осіб (2015 рік).